# Xenija Alexandrowna Aksjonowa

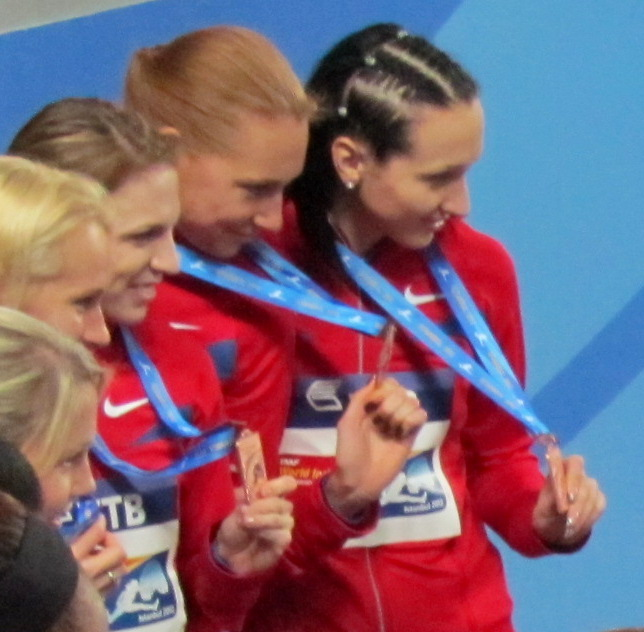
Xenija Aksjonowa (3.v.r.) bei den Hallenweltmeisterschaften 2012

Xenija Alexandrowna Aksjonowa, geb. Ustalowa (russisch Ксения Александровна Аксёнова (Усталова), engl. Transkription Kseniya Aksyonova (Ustalova); * 14. Januar 1988 in Swerdlowsk, Russische SFSR, Sowjetunion) ist eine russische Sprinterin, die sich auf den 400-Meter-Lauf spezialisiert hat.
2010 wurde sie russische Meisterin und siegte in der Superliga der Leichtathletik-Team-Europameisterschaft.
Bei den Europameisterschaften in Barcelona gewann sie Silber im Einzelwettbewerb. Bei den Hallenweltmeisterschaften 2012 gewann sie mit der russischen Staffel Bronze.
2018 wurde der Europameistertitel 2010 der russischen 4-mal-400-Meter-Staffel wegen Dopings aberkannt.

## Persönliche Bestzeiten
- 400 m: 49,92 s, 30. Juli 2010, Barcelona
  - Halle: 52,17 s, 17. Februar 2012, Moskau